# Eagris
Eagris is een geslacht van vlinders van de familie dikkopjes (Hesperiidae), uit de onderfamilie Pyrginae.

## Soorten
- E. decastigma Mabille, 1891
- E. denuba (Plötz, 1879)
- E. hereus (Druce, 1875)
- E. lucetia (Hewitson, 1876)
- E. nottoana (Wallengren, 1857)
- E. quadrimaculata (Neustetter, 1916)
- E. sabadius (Grey, 1832)
- E. subalbida (Holland, 1894)
- E. tetrastigma (Mabille, 1891)
- E. tigris Evans, 1937